# Erdwerk Ohrenbacher Schanze

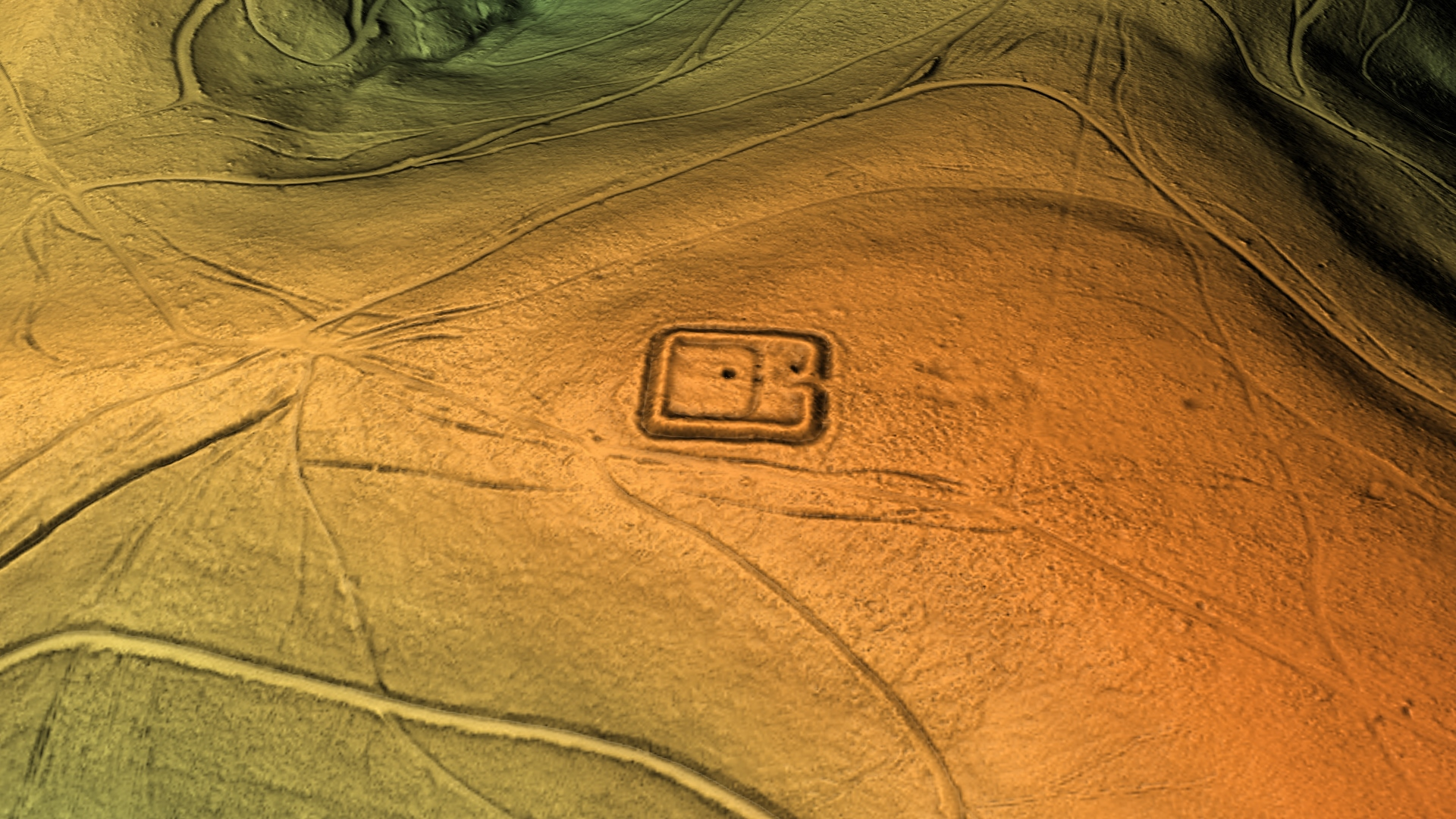
3D-Ansicht des digitalen Geländemodells

Das Erdwerk Ohrenbacher Schanze auch Römerschanze, Heunenschüssel oder Vielbrunner Schanze genannt, ist eine römerzeitliche oder frühmittelalterliche Wallananlage (Erdschanze) auf dem östlich benachbarten Höhenrücken des Geißbergs über dem Ohrenbachtal zwischen Vielbrunn (Bremhof) auf hessischer Seite  und der Gemarkung Rüdenau westlich im Stadtgebiet von Miltenberg im Landkreis Miltenberg in Bayern.

## Lage

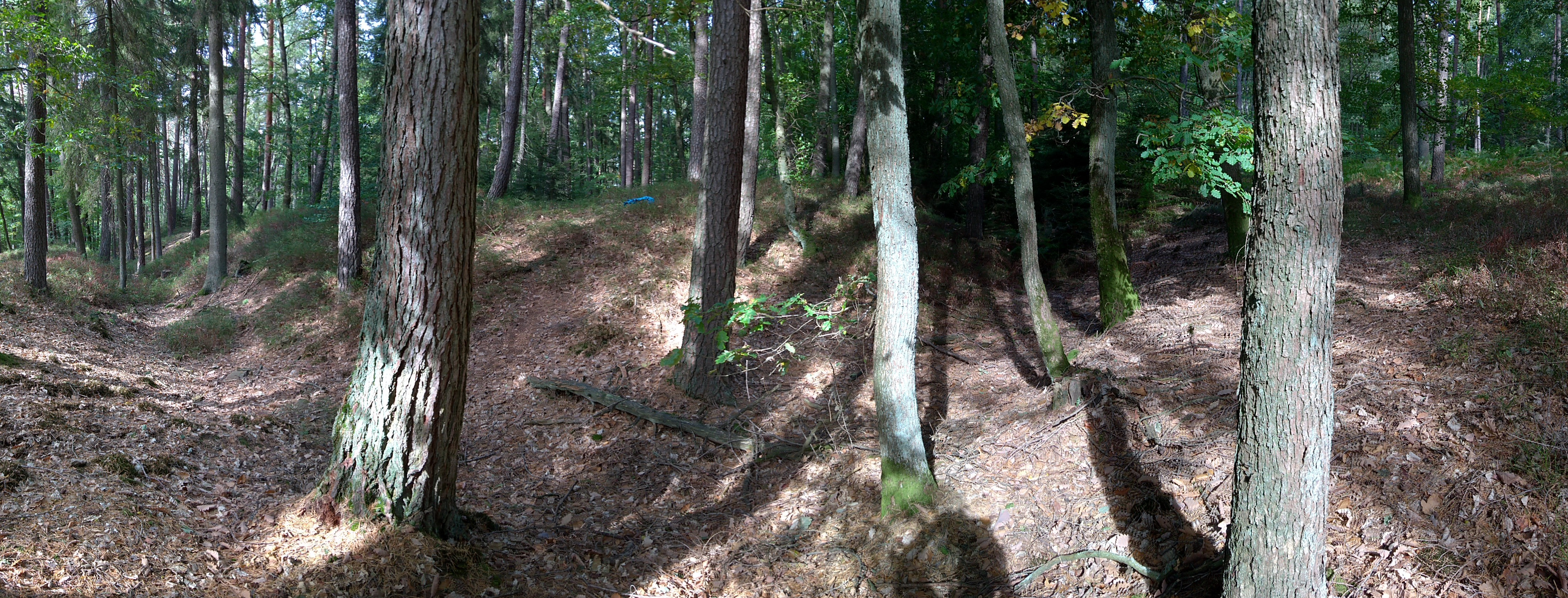
Die Süd-Ost-Ecke der Schanze

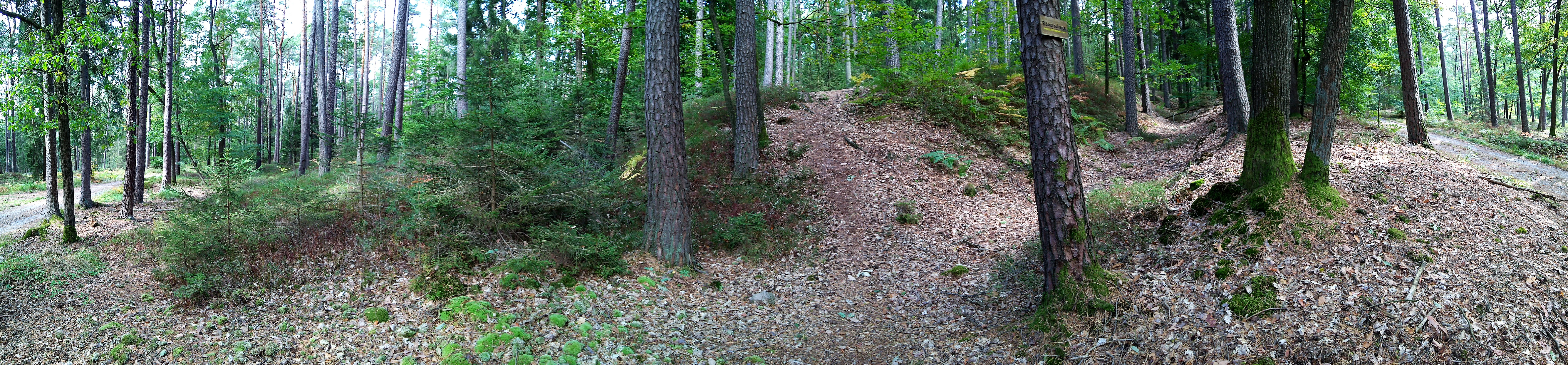
Süd-West-Ecke

Die so genannte Schanze befindet sich in der Nähe eines das Maintal begleitenden vorgeschichtlichen Höhenwegs, der entlang des Höhenrückens von Bremhof nach Miltenberg (in Nordwest-Südost-Richtung) verläuft. Wenige Meter westlich der Anlage am Sattel des Geißberges an dem sich das Naturdenkmal Lauseiche befindet, kreuzt eine Anzahl Altwege in Nord-Süd-Richtung zwischen Laudenbach (Mainlimes) und dem Ohrenbachtal, die noch heute wenig besiedelte und waldreiche Hochfläche zwischen Ohrenbach (hessisch und im lokalen Dialekt Ohrnbach genannt, wie auch manchmal das Erdwerk ohne „e“ benannt wird) und Main westlich streifend.

## Aufbau

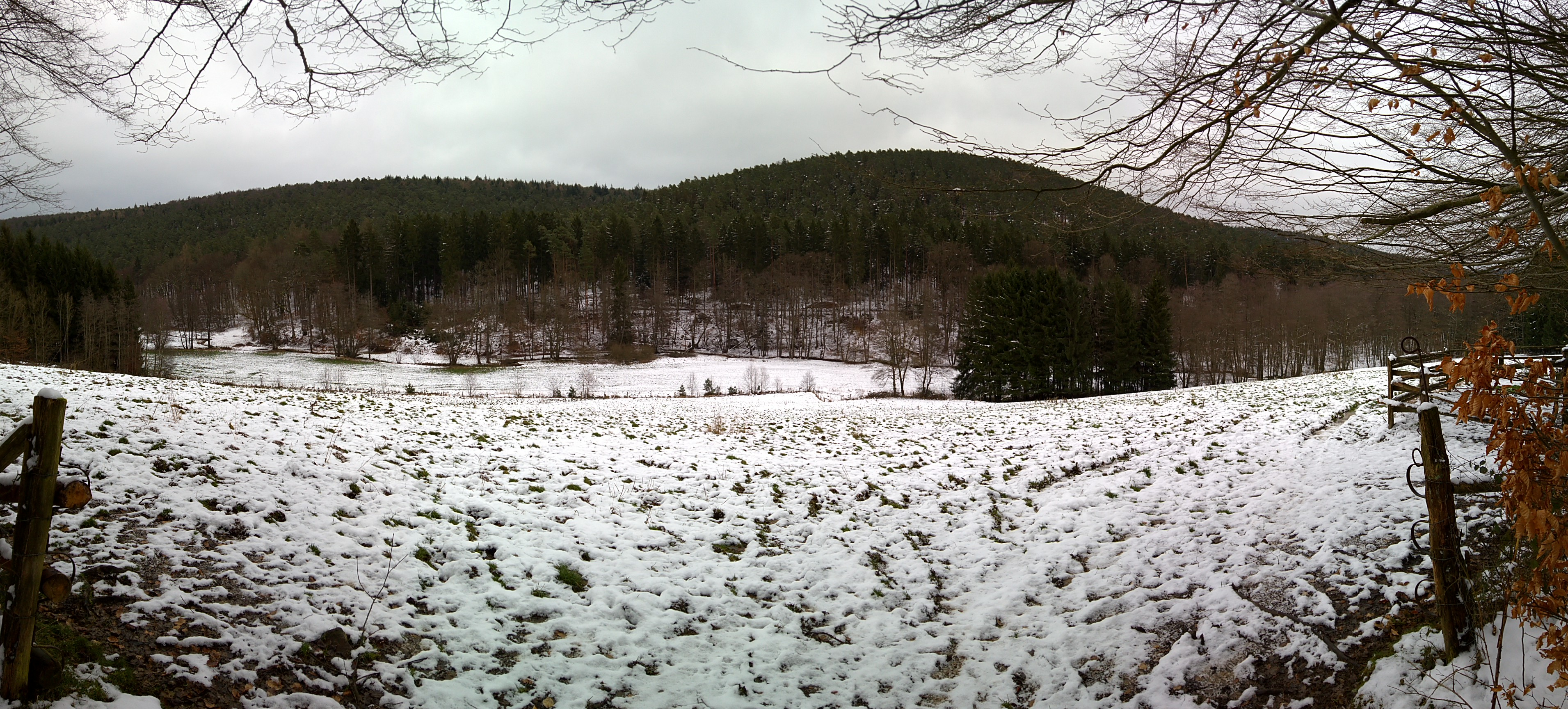
Blick vom NSG Geierstal von Vielbrunn über den Ohrenbach auf den Geißberg, dahinter liegt die Schanze; der mittige Einschnitt markiert die ins Tal kommende Landesgrenze Hessen/Bayern

Die rechteckige, an den Ecken sichtbar abgerundete, Wehranlage wurde 1813 von Knapp mit einer Seitenlänge von 90 Schritt (knapp 66 Meter) in West-Ost-Richtung und 80 Schritt (etwa 58,5 Meter) in Nord-Süd-Richtung angegeben. Umschlossen von einem etwa 1,5 Meter tiefen Graben, zeigen sich drei etwa drei Meter hohe Erdwälle, zwei äußere mit einem einzigen nach Osten gerichteten und nach innen gezogenem Zangentor von etwa 3,50 m Breite mittig der östlichen Schmalseite in Richtung der Prätorialfront mit vielen Sandsteinstücken und einem inneren Wall. Am Osttor ist der Graben unterbrochen. Im Innenraum, geteilt durch einen kleinen Abschnittsgraben finden sich noch Reste eines Brunnens, der durch eine innere komplett umlaufenden Wall-Graben-Anlage, der zusätzlich drei Viertel der Anlage schützte, gesichert war.
Heutige, auf Vermessungen des Geländereliefs im Bayernviewer beruhende Angaben, ergeben für die lange Seite eine Ausdehnung von 88,6 m (Graben-Graben) respektive 77,3 m (Wall-Wall) und eine Ausdehnung von 76,5 m (G-G) respektive 66 m (W-W) zur kurzen Seite des Erdwerkes. Damit wäre die Anlage vergleichbar den Kastellen des Odenwaldlimes bzw. sogar geringfügig größer in seinen Abmessungen (vgl. z. B. mit dem Kastell Eulbach). Postulierte limesgleiche Befestigungen, die schon von Knapp nicht mehr gefunden und daher abgelehnt wurden, sind auf dem Hochplateau nicht zu finden.

## Befunde und Interpretationen
Die spätestens 1813 durch Johann Friedrich Knapp beschriebene und urkundlich gemachte, 1900 im Limeswerk publizierte Anlage, wurde
1912/1913 bei Ausgrabungen/Sondierungen durch Georg Hocks untersucht, wobei ausschließlich römische Keramik des 2. Jahrhunderts gefunden wurde. Zwei Suchschnitte Hocks' am Abschnittsgraben sind heute noch im Georelief sichtbar.
Die in der Art untypische Lage zwischen beiden Limeslinien lassen den römischen Ursprung der Anlage als nicht gesichert ansehen. Dietwulf Baatz schloss 1984 einen römischen Ursprung nicht aus, forderte aber weitergehende Untersuchungen Größe, Aussehen (abgerundete Ecken) und Zangentor lassen bis auf den untypischen inneren Graben durchaus Ähnlichkeiten mit den Kastellen am Limes erkennen.
Dass die Anlage als Vorposten des Odenwaldlimes der Überwachung des Höhenweges oder als Arbeitslager und Sägeplatz gedient haben könnte, ist seit neuerer Zeit wieder verstärkt in der Diskussion. Angenommen wird, dass Holzfällerkommandos des römischen Heeres im Odenwald Holz für größere Orte wie Mogontiacum (dem heutigen Mainz) geschlagen haben, da in deren Umland nicht mehr genug Material zur Verfügung stand. Über den Main konnte das Holz gut an den Rhein geflößt werden. Auf Bingemer berufend, bezeichnet Theodor K. Kissel die Schanze in seiner Dissertation 1995 gar als Holzverarbeitungsbetrieb. Dafür werden auch vier Inschriftensteine angeführt, die in den Kastellen Trennfurt, Obernburg und Stockstadt gefunden wurden, von Vexillationen der in Mogantiacum stationierten Legion XXII (Antoniniana) Primigenia Pia Fidelis stammen sollen und auf 206–214 n. Chr. datiert werden. Das Kastell Trennfurt wird dabei wegen seiner ungewöhnlichen sehr stark rechteckigen Form auch als Stapel- und Verladeplatz am Main angesehen. Wilhelm Conrady hatte 1900 noch gemeint, einen Verbindungsweg vom Trennfurter Kastell zum Kastell Hainhaus ausmachen zu können.

## Denkmalschutz
In der Bayerischen Denkmalliste des Bayerischen Landesamtes für Denkmalpflege wird das Objekt unter der Nummer D-6-6220-0003 als nachqualifiziertes Bodendenkmal mit der Bezeichnung Erdwerk „Ohrenbacher Schanze“ spätkaiserzeitlicher oder frühmittelalterlicher Zeitstellung benannt.
Nachforschungen und gezieltes Sammeln von Funden sind genehmigungspflichtig, Zufallsfunde an die Denkmalbehörden zu melden:

„Jede Veränderung an oder im Nähebereich von Bau- und Bodendenkmälern bedarf einer denkmalrechtlichen Erlaubnis gemäß Artikel 6 und Art. 7 BayDSchG. Wer Bodendenkmäler auffindet, ist verpflichtet, diese gemäß Art. 8 BayDSchG unverzüglich den Unteren Denkmalschutzbehörden oder dem Bayerischen Landesamt für Denkmalpflege anzuzeigen.“

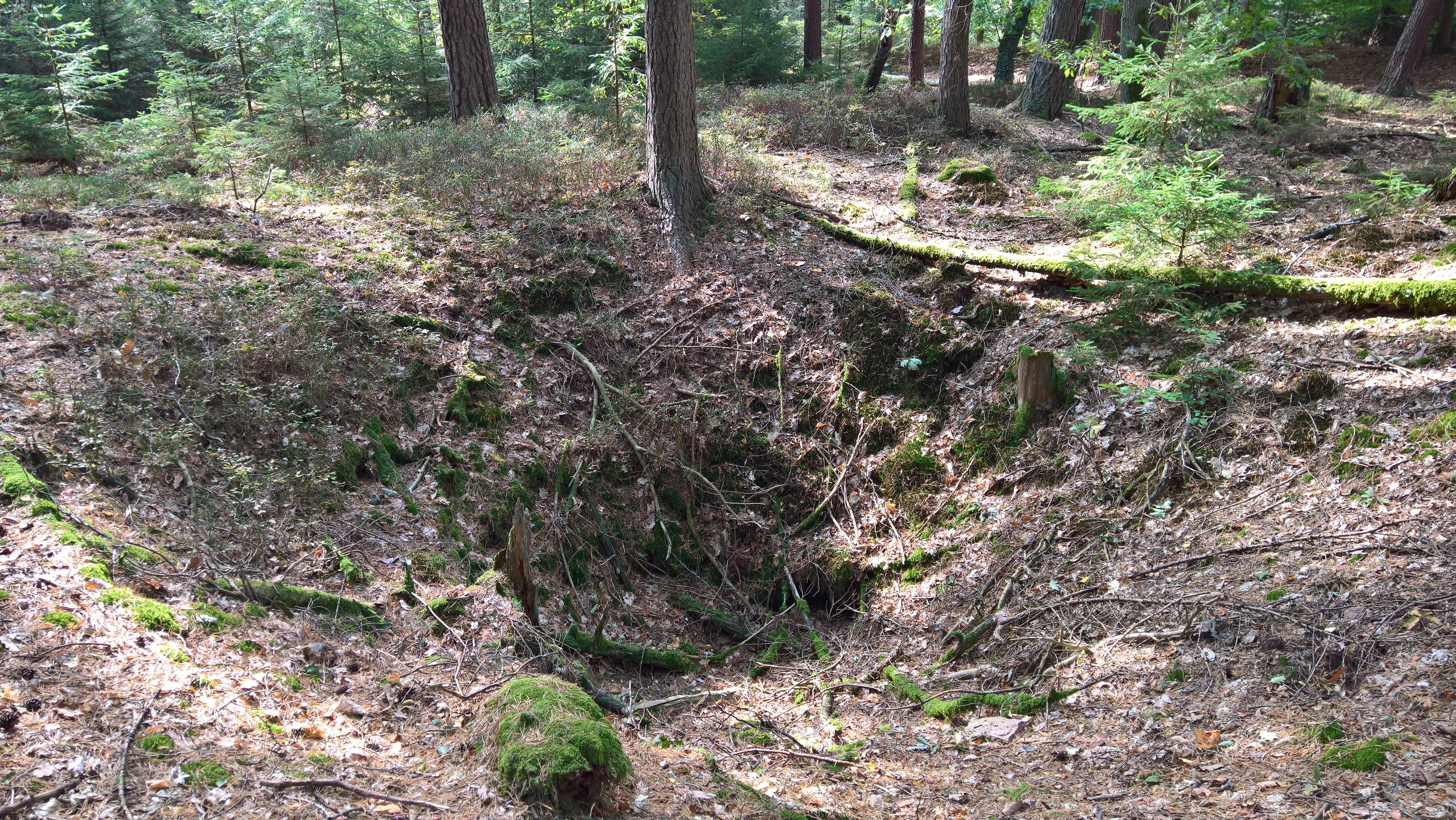
Eingefallener Brunnenrest im Inneren (s. Karte Pkt. 2)
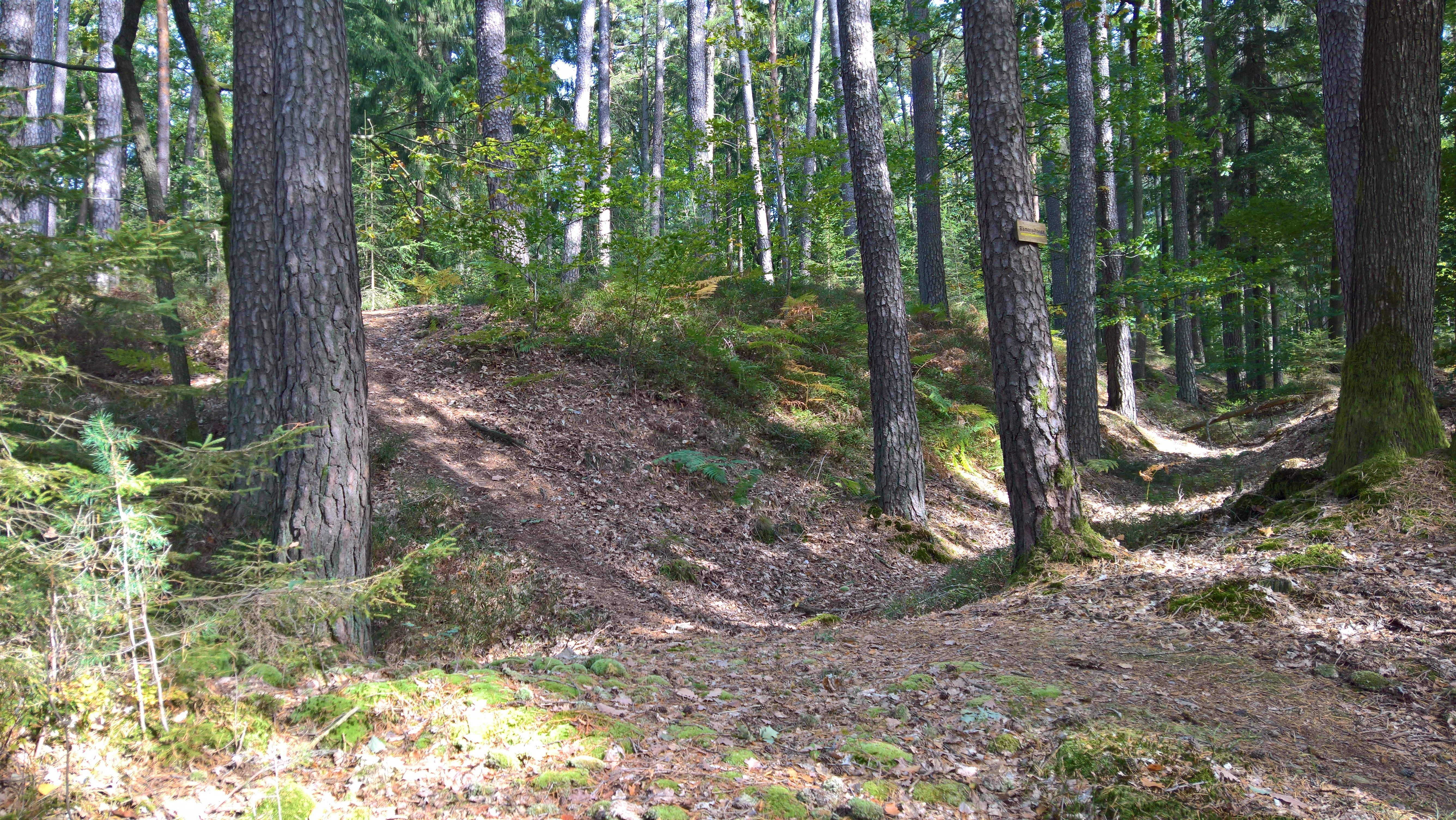
Heutiger „Zugangsbereich“ an der SW-Ecke vom Höhenweg aus (s. Karte Pkt. 8)
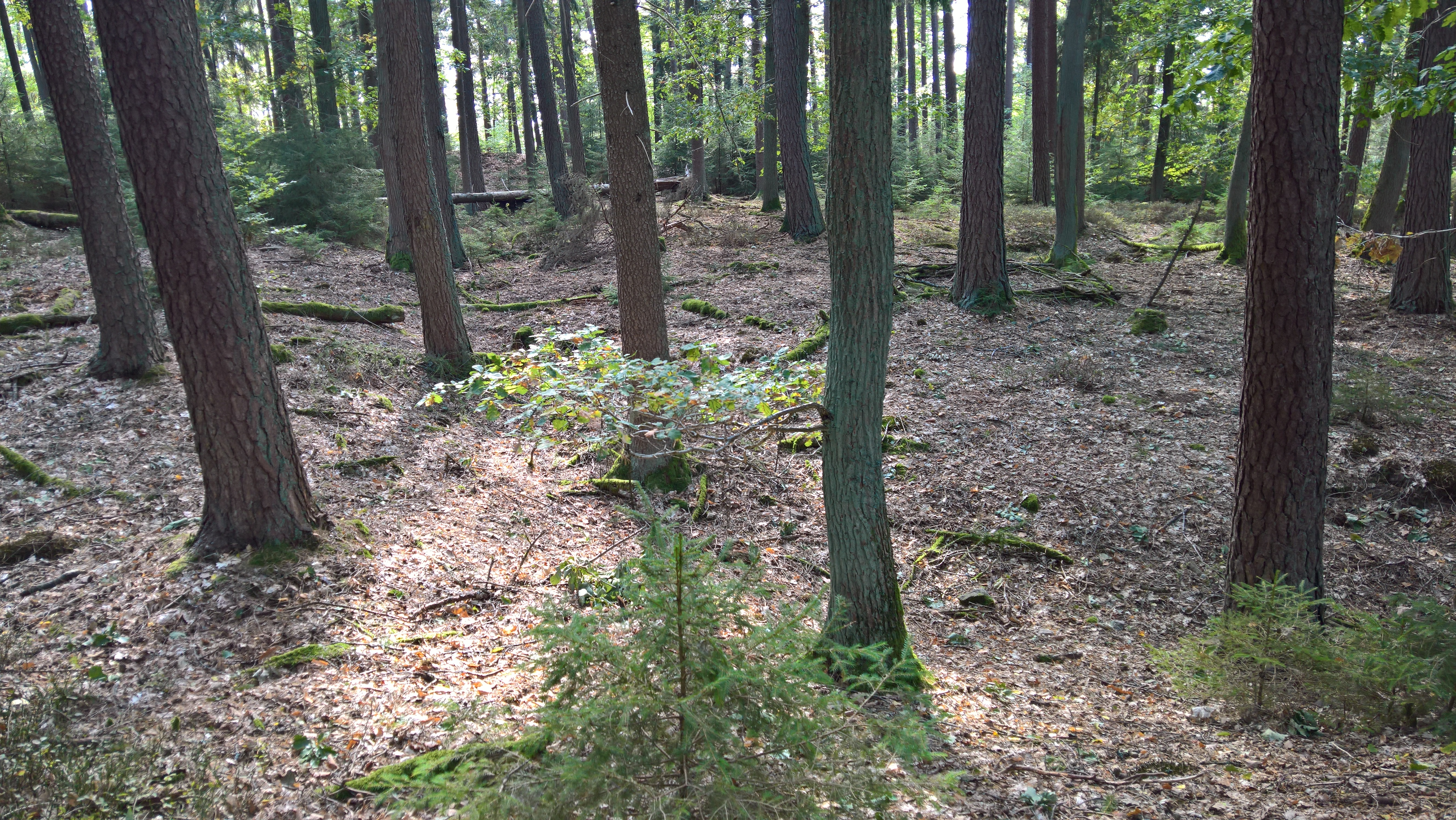
Der noch schwach sichtbare teilende Abschnittsgraben im Innern des Erdwerks (s. Karte Pkt. 3)
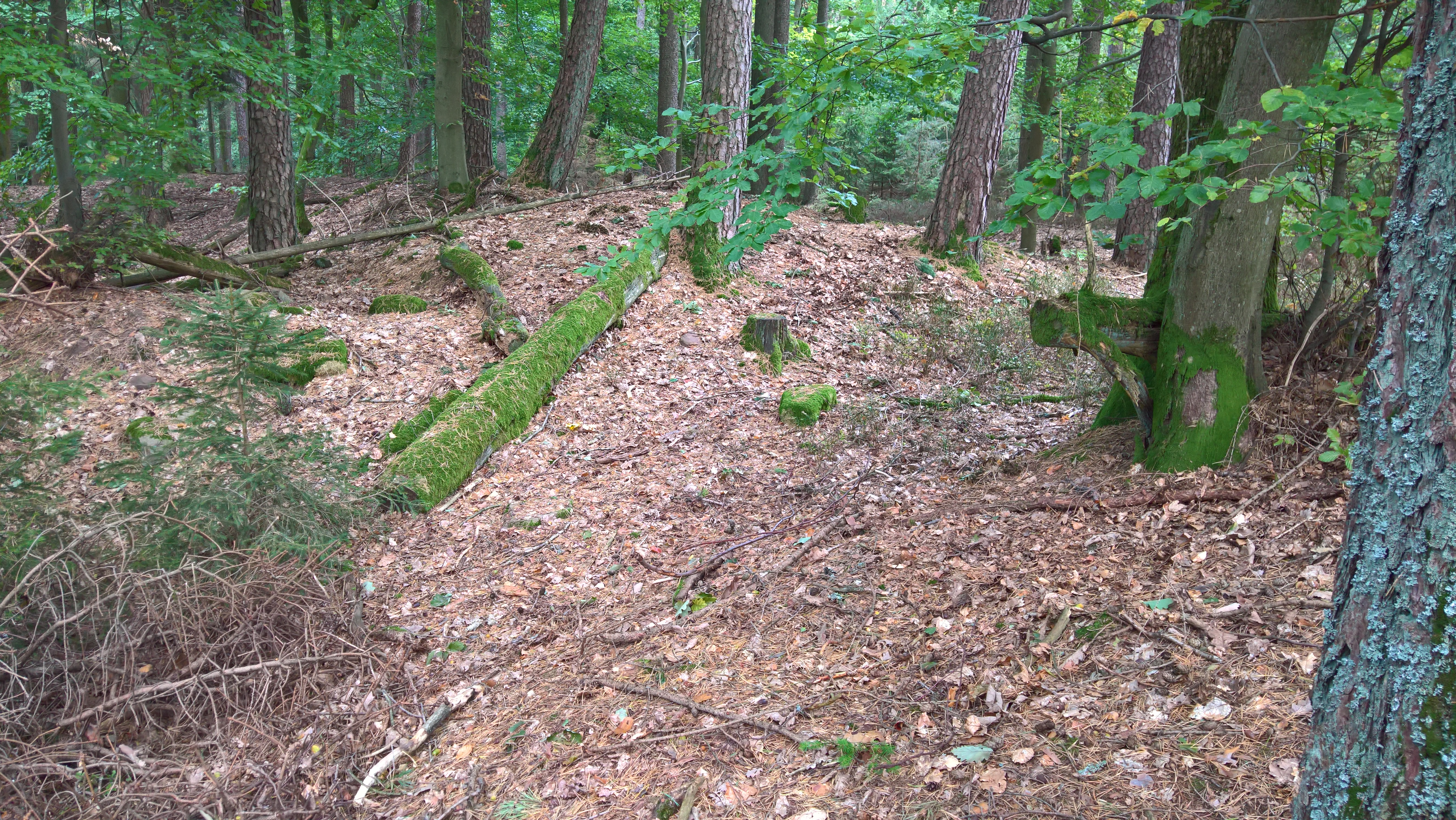
Der grabenfreie Bereich des Osttores (s. Karte Pkt. 1)
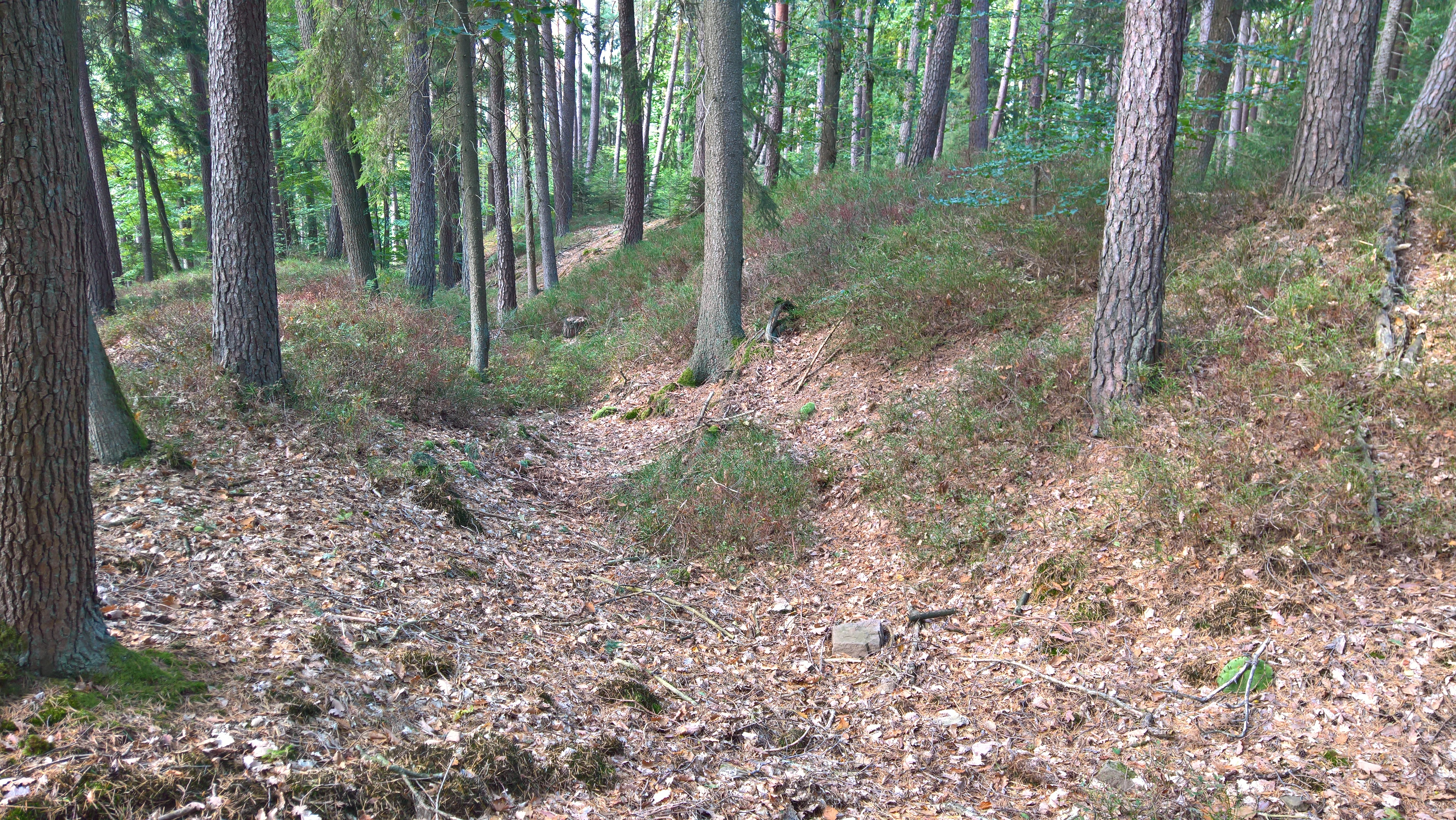
Kastell re. Bildseite: Deutlich ist das Wall-Graben-Wall System der äußeren Umwehrung noch zu sehen.